# Дружба (учения, 1984)
«Дружба-84» (пол. Przyjaźń 84) — общевойсковые учения СССР и стран Варшавского договора, с участием войск Советской Армии, Войска Польского и Национальной народной армии ГДР, проводившиеся зимой — весной 1984 года. Проводились под руководством заместителя верховного главнокомандующего Вооружёнными силами Варшавского договора генерала Эугениуша Мольчика.

## Подоплёка
Учениям предшествовала встреча Генсека К. У. Черненко с партийными лидерами и делегациями стран — участниц Варшавского договора, 14 февраля 1984 года в Москве. Ещё ранее, в январе того же года, в Чехословакии, при содействии чехословацких вооружённых сил, были размещены ракетные комплексы 9К71.

## Ход учений
Учения проводились с 21 февраля по 5 марта в западной и северной Польше. В ходе учений бронетанковые войска стран-участниц форсировали водную преграду подводным и надводным способом — авангард перемещаясь по дну реки занимал противоположный берег, вслед за ним сооружался понтонный мост, по которому устремлялись основные силы. Консультант многих правительственных организаций США, профессор политологии Университета Пенсильвании Стивен Импала, отмечает в качестве инновации на учениях, единое обеспечение советской, польской и восточно-германской армии — провиант и боеприпасы выдавались из общего резерва. Тот же эпизод описан подполковником В. Кирьязовым, который освещал учения в газете «Красная звезда».

## Освещение
В ходе учения в полевых условиях были выпущены три номера газеты «Дружба-84» на трех языках, подготовленные объединённой редакцией. Об учениях снят документальный фильм.
Помимо периодики, об учениях вкратце упомянуто в информационном сборнике Штаба Объединённых Вооружённых Сил (№ 27, 1984), а также в справочнике «Армии стран Варшавского Договора». Телерепортаж с места учений, а именно — форсирование водной преграды был показан по польскому телевидению.